# Nagyváradi ortodox püspöki palota
Az nagyváradi ortodox püspöki palota, korábban Rimanóczy-ház műemlék épület Romániában, Bihar megyében. A romániai műemlékek jegyzékében a BH-II-m-B-01038 sorszámon szerepel.

## Története
Ifj. Rimanóczy Kálmán saját családjának építette ezt a házat 1905-ben. 1912-ben bekövetkezett halála után örökösei eladták Grósz Imrének, aki később az ortodox egyháznak értékesítette. 1920-ban ide költözött az I. Ferdinánd román király által újra létesített nagyváradi ortodox püspökség. A két világháború között rövid ideig az Ortodox Teológiai Akadémia is az épületben működött. 1925-től az alagsorban az egyházi nyomda kapott helyet.